# Ієн Боен
Ієн Боен (англ. Ian Bohen; нар. 24 вересня 1976, Кармел-бай-те-Сі, Каліфорнія, США) — американський актор, відомий за роллю Пітера Гейла в серіалі «Вовченя» на MTV та за роллю Раяна в драматичному серіалі «Єллоустоун». Боен також з'являвся в епізодичній ролі Роя Хейзелітта в серіалі «Божевільні».

## Біографія
Боен народився та виріс у Кармелі, Каліфорнія. З 8 чи 9 років, влітку, він місяцями проводив на фермі у свого дідуся у Вісконсині, де навчився їздити верхи.

## Фільмографія
| Рік       |    | Українська назва                     | Оригінальна назва                | Роль              |
| --------- | -- | ------------------------------------ | -------------------------------- | ----------------- |
| 1993      | кф | Доставка                             | Delivering                       | Джиммі Вейкфілд   |
| 1994      | с  | Армійські дружини                    | Weird Science                    | Джерелі Сканлон   |
| 1994      | ф  | Ваєтт Ерп                            | Wyatt Earp                       | Ваєт              |
| 1995      | с  | Вокер, техаський рейнджер            | Walker, Texas Ranger             | Кіт Рейно         |
| 1995      | ф  | Монстр Маш                           | Monster Mash                     | Скотт             |
| 1995      | с  | Доктор Квінн                         | Dr. Quinn, Medicine Woman        | Коул Янгер        |
| 1996      | с  | Хлопець пізнає світ                  | Boy Meets World                  | Денні             |
| 1996      | с  | Застава фехтувальників               | Picket Fences                    | Рассел Фейєр      |
| 1996      | тф | Її останній шанс                     | Her Last Chance                  | Метт Арнольд      |
| 1996      | тф | Якби стіни могли говорити            | If These Walls Could Talk        | Скотт Барроуз     |
| 1996      | с  | Містяни                              | Townies                          | Джеремі           |
| 1997      | с  | Рятівники Малібу: Після заходу сонця | Baywatch Nights                  | Підліток          |
| 1997—1998 | с  | Геркулес: Легендарні подорожі        | Hercules: The Legendary Journeys | Джеремі           |
| 1998      | ф  | Молодий Геркулес                     | Young Hercules                   | Геркулес          |
| 1998      | с  | Поза межами віри: факт чи вигадка    | Beyond Belief: Fact or Fiction   | Син               |
| 1998      | с  | Затока Доусона                       | Dawson's Creek                   | Андерсон Кроуфорд |
| 1998      | с  | Мати та тримати                      | To Have & to Hold                | Рід Сандерсон     |
| 1998—2001 | с  | Час не чекає                         | Any Day Now                      | Джонні О'Браєн    |
| 2001      | ф  | Перл-Гарбор                          | Pearl Harbor                     | Оператор №1       |
| 2002      | ф  | Легенда рідного міста                | Hometown Legend                  | Браян Шуллер      |
| 2004      | с  | Військово-юридична служба            | JAG                              | ПО Термонд        |
| 2004      | с  | Мертва справа                        | Cold Case                        | Нельсон Міллер    |
| 2004      | с  | Джоан з Аркадії                      | Joan of Arcadia                  | Пітер             |
| 2006      | ф  | Особливий хлопець — тупий супергерой | Special                          | Тед               |
| 2007      | с  | Божевільні                           | Mad Men                          | Рой Хазелітт      |
| 2007      | ф  | Маріголд: Подорож до Індії           | Marigold                         | Баррі             |
| 2009      | с  | Втеча з в'язниці                     | Prison Break                     | Даррен Гокс       |
| 2010      | ф  | Неповернення                         | Irreversi                        | Адам              |
| 2010      | с  | CSI: Місце злочину. Маямі            | CSI: Miami                       | Даг               |
| 2011      | ф  | Мерзенний                            | Vile                             | Джуліан           |
| 2011      | с  | До смерті красива                    | Drop Dead Diva                   | Красивий чоловік  |
| 2011      | с  | Тіло як доказ                        | Body of Proof                    | Матч Барнс        |
| 2011—2017 | с  | Вовченя                              | Teen Wolf                        | Пітер Гейл        |
| 2012      | ф  | Темний лицар повертається            | The Dark Knight Rises            | Гордон            |
| 2012      | с  | Королі втечі                         | Breakout Kings                   | Піт Гілліс        |
| 2012      | с  | Менталіст                            | The Mentalist                    | Річард Елгрід     |
| 2012      | с  | Особливо тяжкі злочини               | Major Crimes                     | Деніел Данн       |
| 2013      | ф  | 5 Душ                                | 5 Souls                          | Ноа               |
| 2013      | с  | CSI: Місце злочину                   | CSI: Crime Scene Investigation   | Джонатан Гарріс   |
| 2013      | тф | Список клієнтів                      | The Client List                  | Адам              |
| 2014      | с  | Красуня і чудовисько                 | Beauty & the Beast               | Піт Франко        |
| 2014      | с  | Поліція Чикаго                       | Chicago P.D.                     | Едвін Стівелл     |
| 2017      | ф  | Вітряна ріка                         | Wind River                       | Еван              |
| 2018      | ф  | Сікаріо 2                            | Sicario: Day of the Soldado      | Карсон Вілліс     |
| 2018      | ф  | Маленька жінка                       | Little Women                     | Фредді Байєр      |
| 2018—2024 | с  | Єллоустоун                           | Yellowstone                      | Раян              |
| 2022      | с  | Супермен і Лоїс                      | Superman & Lois                  | Мітч Андерсон     |
| 2023      | тф | Вовченя: Фільм                       | Teen Wolf: The Movie             | Пітер Гейл        |
| 2024      | тф | Падіння літака Air Force One         | Air Force One Down               | Президент Едвардс |